# Geografie (Ptolemaios)
Geografike hyfegesis (starořecky: Γεωγραφικὴ Ὑφήγησις), v překladu Návod ke geografii, často uváděno též pod zjednodušenými latinskými názvy Geographia či Cosmographia, je atlas a pojednání o kartografii vytvořené Klaudiem Ptolemaiem. 
Shrnuje zeměpisné poznání římské civilizace ve 2. století, popsáno je území od Ostrovů požehnaných v Atlantiku až po Čínu. 
Určuje polohu 6345 měst. 

## Vznik
Dílo Ptolemaios vytvořil v egyptské Alexandrii okolo roku 150. Kniha je psána řecky a jde o jednu z nejvlivnějších v dějinách geografie. Jednalo se o revizi dnes už ztraceného atlasu od Marina z Tyru, který Ptolemaios opravil a doplnil novými informacemi a objevy z římských a perských zdrojů. Ptolemaios si vzal za úkol vypracovat dokonalejší přehled jako základ nové mapy světa. Autor Marina kritizuje, že zkonstruoval svou mapu světa ve válcové projekci, která silně zkresluje vzdálenosti v rovnoběžkovém směru; doporučuje své dvě dokonalejší projekce – prostou kuželovou a pseudokuželovou délkojevnou. 
Na rozdíl od jiných římských geografů, Strabóna či Plinia staršího, byl Ptolemaiois ochotný vzít v úvahu data poskytovaná námořníky a obchodníky (například těmi, co dorazili do dnešního Vietnamu), proto byla jeho práce na svou dobu mimořádně přesná.

## Obsah díla
Kniha se skládá ze tří částí, rozdělených do osmi knih. Sedm z osmi knih jeho Návodu (z let 150–160) obsahuje v podstatě seznam geografických názvů (vlastních jmen) a odpovídajících souřadnic.
Z 8 000 bodů, které Ptolemaios uvádí, však jen asi polovinu získal měřením geografických šířek a délek. To bylo v jeho době velmi obtížné a Ptolemaios předpokládal, že délka zemského rovníku je jen asi 30 tisíc km. Ostatní byly vypočteny na základě stanovených či odhadnutých vzdáleností. V mnohých případech převzal ze starších materiálů rozdílná pojmenování týchž bodů a vztáhl je k různým objektům, což vyvolalo značný zmatek.
Kniha I je pojednáním o kartografii a chorografii, popisujícím metody používané ke shromažďování a uspořádání Ptolemaiových dat. Tato kniha je teoretickým a metodickým úvodem, v němž se vysvětlují způsoby stanovení vzdáleností, polohy bodů a zobrazení zemského povrchu v rovině, tj. to, co tvoří matematickou geografii.
Od knihy II až do začátku knihy VII uvádí místopisný slovník hodnoty zeměpisné délky a šířky pro svět známý starým Římanům (Ekumena). 
| Č. knihy  | Oblast                                                                  |
| --------- | ----------------------------------------------------------------------- |
| Kniha II  | Británie, Hispánie, Galie, Germánie, Raetie, Panonie, Ilýrie a Dalmácie |
| Kniha III | Itálie, Sarmacie, Balkán a Řecko                                        |
| Kniha IV  | Mauretánie, Libye, Kyrenaika, Egypt, Etiopie                            |
| Kniha V   | Anatolie, Kypr a Blízký východ,Arábie, Mezopotámie                      |
| Kniha VI  | Střední Asie                                                            |
| Kniha VII | Indie, Čína a Cejlon                                                    |

Zbytek knihy VII poskytuje podrobnosti o třech projekcích, které se používají pro konstrukci mapy světa, a to v různé složitosti a věrnosti. 
Kniha VIII představuje atlas regionálních map. Mapy obsahují rekapitulaci některých hodnot uvedených dříve v díle, které měly být použity jako popisky pro objasnění obsahu mapy a zachování její přesnosti při kopírování. 
| Kapitola | Popis                                                                              |
| -------- | ---------------------------------------------------------------------------------- |
| 1        | Na základě rozdělení ekumény na regionální mapy                                    |
| 2        | Které věci je vhodné zahrnout do popisku ke každé mapě                             |
| 3        | Mapa Evropy č. 1 (dnešní Velká Británie)                                           |
| 4        | Mapa Evropy č. 2 (dnešní Španělsko a Portugalsko)                                  |
| 5        | Mapa Evropy č. 3 (dnešní Francie, Belgie, atd.)                                    |
| 6        | Mapa Evropy č. 4 (dnešní Německo, Česko, Nizozemí, Dánsko, atd.)                   |
| 7        | Mapa Evropy č. 5 (dnešní Švýcarsko, Rakousko, Srbsko, Chorvatsko, atd.)            |
| 8        | Mapa Evropy č. 6 (dnešní Itálie atd.)                                              |
| 9        | Mapa Evropy č. 7 (Sardinie a Sicílie)                                              |
| 10       | Mapa Evropy č. 8 (dnešní Polsko, Bělorusko, Ukrajina, atd.)                        |
| 11       | Mapa Evropy č. 9 (dnešní Rumunsko, Bulharsko, Severní Makedonie, atd.)             |
| 12       | Mapa Evropy č. 10 (dnešní Řecko a Albánie)                                         |
| 13       | Mapa Afriky č. 1 (dnešní Maroko a Alžírsko)                                        |
| 14       | Mapa Afriky č. 2 (dnešní Alžírsko, Tunisko, Libye)                                 |
| 15       | Mapa Afriky č. 3 (dnešní Libye, Egypt, Súdán)                                      |
| 16       | Mapa Afriky č. 4 (Saharská a subsaharská Afrika)                                   |
| 17       | Mapa Asie č. 1 (dnešní Turecko)                                                    |
| 18       | Mapa Asie č. 2 (dnešní Rusko, Ukrajina atd.)                                       |
| 19       | Mapa Asie č. 3 (dnešní Gruzie, Arménie, Azerbajdžán, atd.)                         |
| 20       | Mapa Asie č. 4 (dnešní Kypr, Izrael, Sýrie, Irák, atd.)                            |
| 21       | Mapa Asie č. 5 (dnešní Íran, atd.)                                                 |
| 22       | Mapa Asie č. 6 (dnešní Saudská Arábie, Spojené arabské emiráty, Jemen, Omán, atd.) |
| 23       | Mapa Asie č. 7 (dnešní Rusko, Kazachstán, Turkmenistán, atd.)                      |
| 24       | Mapa Asie č. 8 (dnešní Čína, Mongolsko, atd.)                                      |
| 25       | Mapa Asie č. 9 (dnešní Pákistan, Afghánistan, atd.)                                |
| 26       | Mapa Asie č. 10 (dnešní Indie)                                                     |
| 27       | Mapa Asie č. 11 (dnešní JIhovýchodní Asie, atd.)                                   |
| 28       | Mapa Asie č. 12 (dnešní Srí Lanka)                                                 |
| 29       | Seznam zemí ekumény                                                                |
| 30       | Seznam délek a šířek jednotlivých map                                              |

Dodnes není jasné, zda Ptolemaios vlastnoručně sestavil mapy, jež se mu tradičně připisují. V některých byzantských seznamech jeho prací, publikovaných ve 13. století, se uvádějí dvě varianty kartografických příloh:
- 26 map a souborné mapy světa
- 64 map plus mapy světa

Někteří odborníci připisují jejich autorství Ptolemaiovi, jiní však soudí, že mapy nesestavil, že k nim pouze připravil podklady. Na některých exemplářích Ptolemaiovy mapy čteme jméno Agafodemona z Alexandrie, který žil pravděpodobně v 5. století. Je známo, že byzantský mnich Maxim Planud (1260–1310) samostatně sestavil mapu podle Ptolemaiova rukopisu. Jiný Byzantinec Nikifor Gregor (1295-1359) kopíroval kartografické přílohy ke Geografike hyfegesis.

## Popis území Čech a Moravy
Kniha II, kapitola 10 obsahuje popis Germánie, zahrnující i místa na současném území České republiky.
 ... pod nimi se nachází les Gabreta a mezi nimi a Sarmatskými horami Hercynský les
 ... pod Gabretským lesem sídlí Markomani, pod nimiž Sudini a až k Dunaji Adrabekampové; pod Hercynským lesem Kvádi ...
Ve stejné kapitole Ptolemaios jmenuje dosti velký počet osad, jež při správném pochopení jeho práce lze umístit na území Čech a Moravy. 
Jsou to osady: Argelia, Lupfurdon, Nomistérion, Redintuinon a pravděpodobně také Kalaigia, Hégétroatia, Stragona, Lugidunon, Kolankoron a snad i na severu Susudata a na jihu Kasurgis; Strevint(i)a, Meliodunon a snad i Felikia; Eburodunon-Eburon, Karrodunon a snad i Setovia, Asanka a Leukaristos.

## Středověk
Jak vypadal originál knihy je nejisté, zcela jistě byl napsán v řečtině. 
Al-Chorezmího arabský překlad knihy z 9. století – Kitáb Surat al-Ard – měl velký vliv na geografické představy islámského světa, šlo o autoritativní zdroj informací ještě v Osmanské říši. Kniha si zachovala vliv i v křesťanské středověké Evropě a dokonce ještě i v renesanci. První zásadnější opravy údajů začala přinášet až výprava Marca Pola do Číny (konec 13. století). 
Nejstarší dochovaný řecký rukopis Geografie pochází ze 13. století. Neobsahuje mapy, takže jeho nálezce, byzantský mnich Maximos Planoudes, je musel znovu nakreslit podle souřadnic uvedených v textu. Jeho mapy jsou ty nejstarší dochované „ptolemaiovské“. Planoudes rukopis našel v Chrámu svatého Spasitele v Chóře (dnešní Istanbul v Turecku). 
První latinský překlad knihy byl pořízen v roce 1406 nebo 1407 Jacopem d'Angelem ve Florencii. 
První tištěné vydání s mapami, vydané v roce 1477 v Bologni, bylo také první tištěnou knihou s rytými ilustracemi. Vydání vytištěné v Ulmu v roce 1482 bylo prvním na sever od Alp. 
Klaudiovou knihou se řídil Kryštof Kolumbus na své cestě, která vedla k objevení Nového světa Evropany. Věřil ji více než aktuálním dílům Martina Behaima a jiných svých současníků.

## Galerie

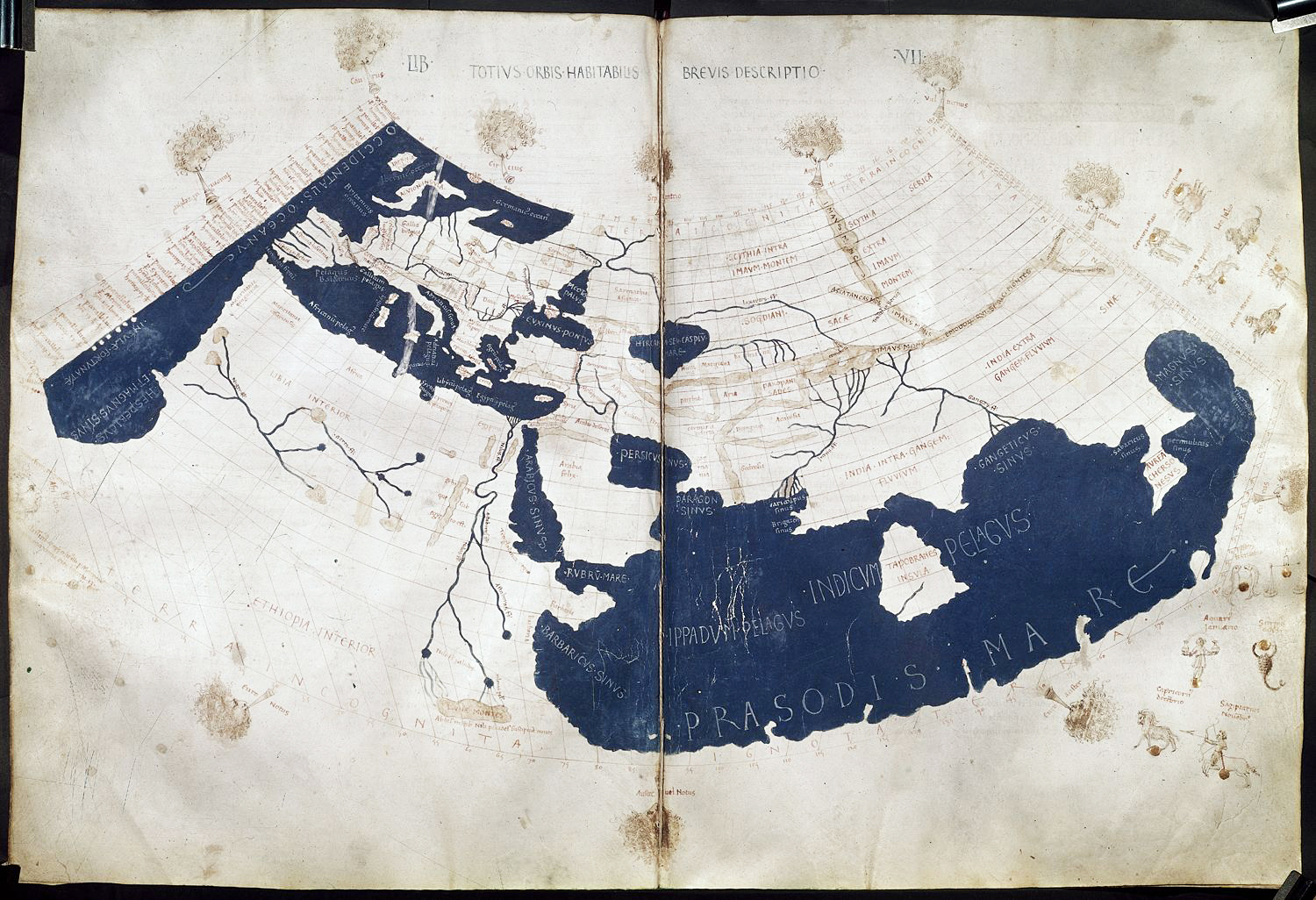
Ptolemaiova mapa světa (vydaná ve Florencii 1406/1407)
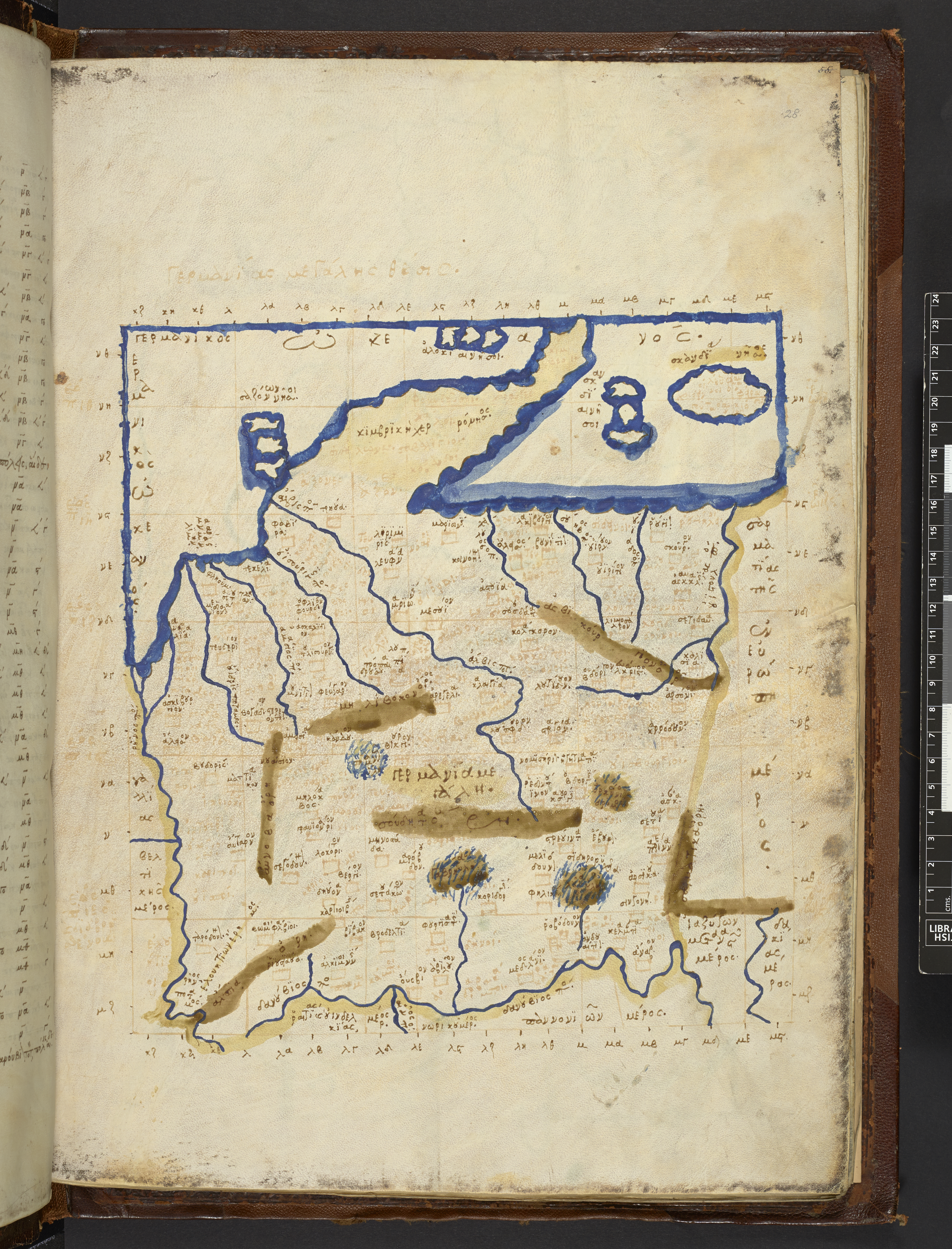
Mapa Germánie (1420)
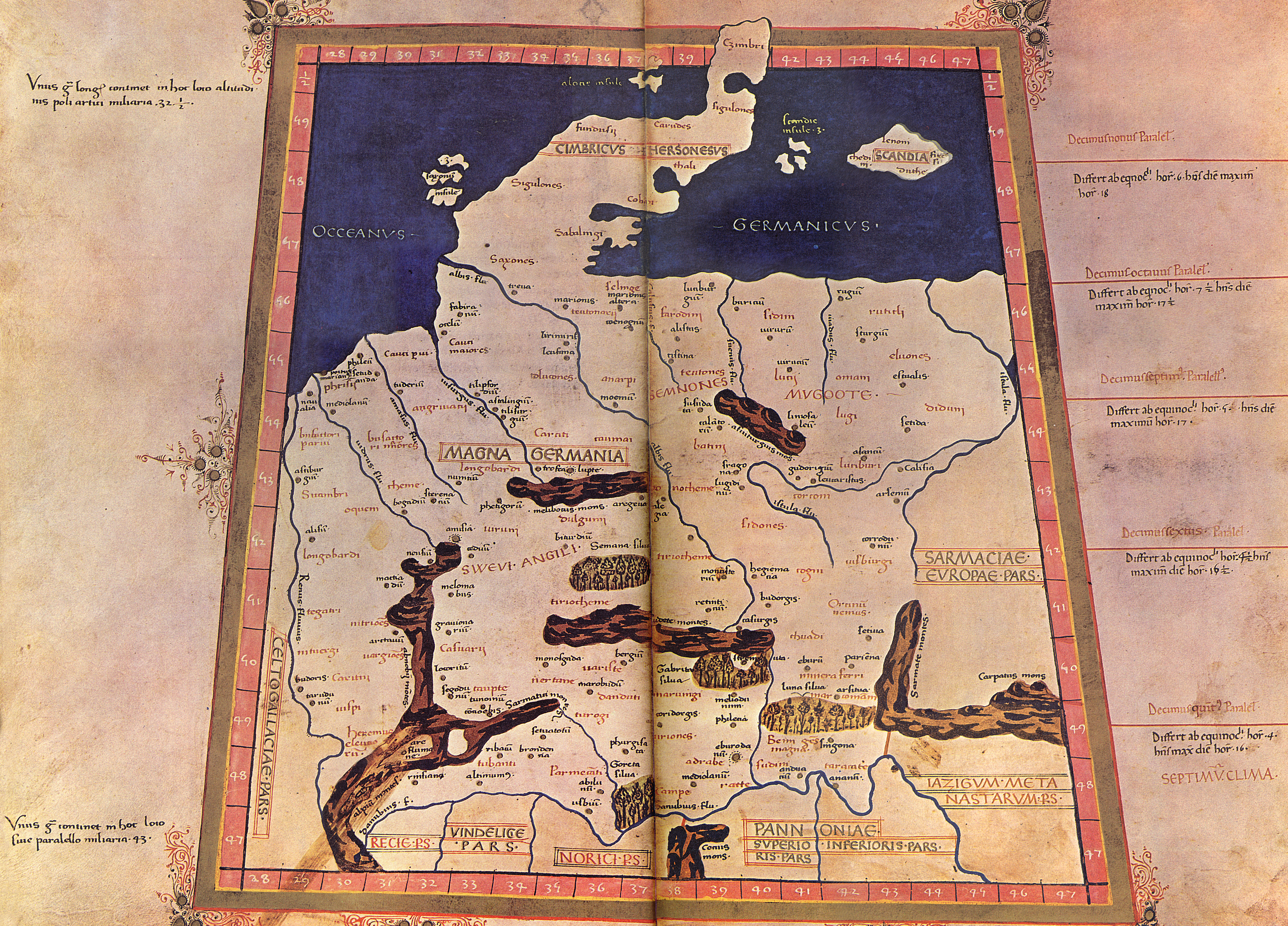
Mapa Germánie v Codex Latinus V. F. 32 uloženém v Národní knihovně v Neapoli (15. století)
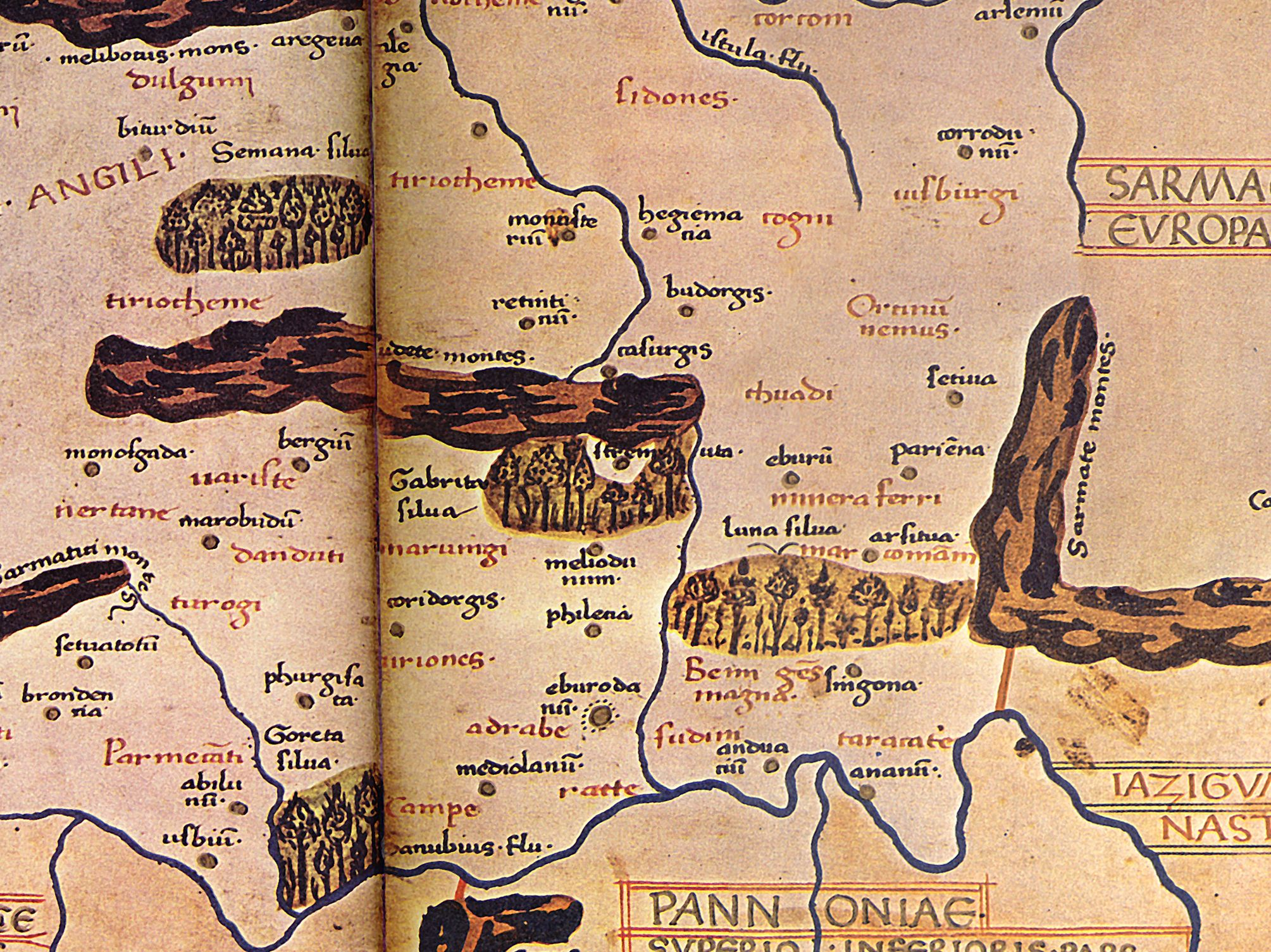
Mapa Germánie v Codex Latinus V. F. 32 (výřez), území Čech a Moravy
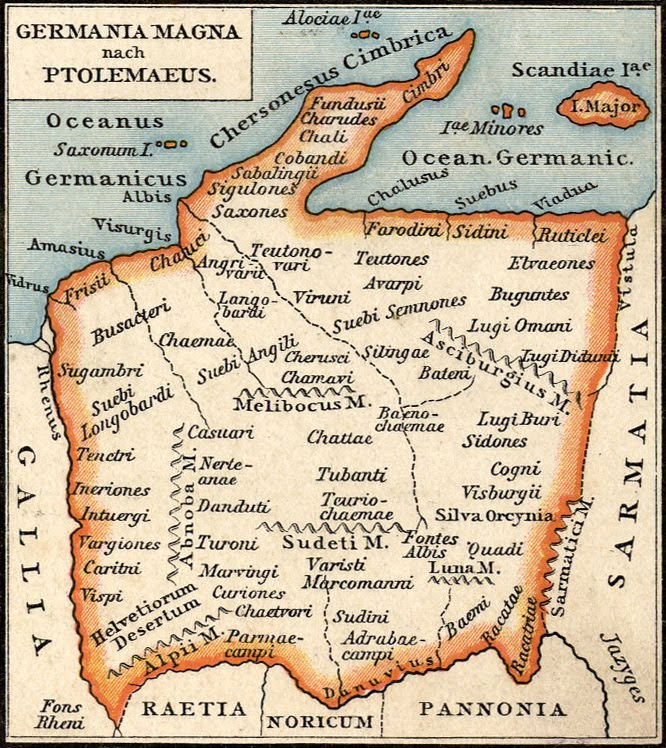
Mapa Germánie s vyznačením kmenů (národů) v atlasu Gustava Droysena vydaném v roce 1886